# Distretto di Kolonjë
Il distretto di Kolonjë (in albanese: Rrethi i Kolonjës) era uno dei 36 distretti amministrativi dell'Albania.
La riforma amministrativa del 2015 ha ricompreso il territorio dell'ex distretto nel comune di Kolonjë, di nuova istituzione

## Geografia antropica

### Suddivisioni amministrative
Il distretto comprendeva 2 comuni urbani e 6 comuni rurali.

#### Comuni urbani
- Ersekë
- Leskovik (Leskovik Bashki)

#### Comuni rurali
- Barmash
- Çlirim
- Mollas (Qendër)
- Novoselë
- Qendër Ersekë
- Qendër Leskovik (Leskovik, Leskovik Komune, Qender Leskovike)